# Liste des communes de la Corse-du-Sud
Pour les autres listes de communes françaises, voir Listes des communes de France.
| - La Corse-du-Sud en France métropolitaine. - Carte des communes de la Corse-du-Sud. |

Cette page liste les 124 communes de la circonscription départementale de la Corse-du-Sud au 1er janvier 2025.

## Liste des communes
Le tableau suivant donne la liste des communes au 1er janvier 2025, en précisant leur code Insee, leur code postal principal, leur arrondissement, leur canton, leur intercommunalité, leur superficie, leur population et leur densité, d'après les chiffres de l'Insee issus du recensement 2022,.
| Nom                     | Code Insee | Code postal       | Arrondissement | Canton                                            | Intercommunalité                        | Superficie (km2) | Population (dernière pop. légale) | Densité (hab./km2) | Modifier                                    |
| ----------------------- | ---------- | ----------------- | -------------- | ------------------------------------------------- | --------------------------------------- | ---------------- | --------------------------------- | ------------------ | ------------------------------------------- |
| Ajaccio (préfecture)    | 2A004      | 20000 20090 20167 | Ajaccio        | Ajaccio-1 Ajaccio-2 Ajaccio-3 Ajaccio-4 Ajaccio-5 | CA du Pays ajaccien                     | 82,03            | 75 343 (2022)                     | 918                | modifier les données · modifier les données |
| Afa                     | 2A001      | 20167             | Ajaccio        | Gravona-Prunelli                                  | CA du Pays ajaccien                     | 11,84            | 3 350 (2022)                      | 283                | modifier les données · modifier les données |
| Alata                   | 2A006      | 20167             | Ajaccio        | Ajaccio-5                                         | CA du Pays ajaccien                     | 30,37            | 3 645 (2022)                      | 120                | modifier les données · modifier les données |
| Albitreccia             | 2A008      | 20128 20166       | Ajaccio        | Taravo-Ornano                                     | CC de la Pieve de l'Ornano et du Taravo | 45,76            | 1 780 (2022)                      | 39                 | modifier les données · modifier les données |
| Altagène                | 2A011      | 20112             | Sartène        | Sartenais-Valinco                                 | CC de l'Alta Rocca                      | 4,77             | 54 (2022)                         | 11                 | modifier les données · modifier les données |
| Ambiegna                | 2A014      | 20151             | Ajaccio        | Sevi-Sorru-Cinarca                                | CC Spelunca-Liamone                     | 6,12             | 79 (2022)                         | 13                 | modifier les données · modifier les données |
| Appietto                | 2A017      | 20167             | Ajaccio        | Gravona-Prunelli                                  | CA du Pays ajaccien                     | 34,41            | 1 751 (2022)                      | 51                 | modifier les données · modifier les données |
| Arbellara               | 2A018      | 20110             | Sartène        | Sartenais-Valinco                                 | CC du Sartenais Valinco Taravo          | 11,29            | 153 (2022)                        | 14                 | modifier les données · modifier les données |
| Arbori                  | 2A019      | 20160             | Ajaccio        | Sevi-Sorru-Cinarca                                | CC Spelunca-Liamone                     | 20,03            | 51 (2022)                         | 2,5                | modifier les données · modifier les données |
| Argiusta-Moriccio       | 2A021      | 20140             | Sartène        | Taravo-Ornano                                     | CC du Sartenais Valinco Taravo          | 10,30            | 75 (2022)                         | 7,3                | modifier les données · modifier les données |
| Arro                    | 2A022      | 20151             | Ajaccio        | Sevi-Sorru-Cinarca                                | CC Spelunca-Liamone                     | 8,84             | 80 (2022)                         | 9,0                | modifier les données · modifier les données |
| Aullène                 | 2A024      | 20116             | Sartène        | Sartenais-Valinco                                 | CC de l'Alta Rocca                      | 40,92            | 183 (2022)                        | 4,5                | modifier les données · modifier les données |
| Azilone-Ampaza          | 2A026      | 20190             | Ajaccio        | Taravo-Ornano                                     | CC de la Pieve de l'Ornano et du Taravo | 7,96             | 203 (2022)                        | 26                 | modifier les données · modifier les données |
| Azzana                  | 2A027      | 20121             | Ajaccio        | Sevi-Sorru-Cinarca                                | CC Spelunca-Liamone                     | 12,00            | 50 (2022)                         | 4,2                | modifier les données · modifier les données |
| Balogna                 | 2A028      | 20160             | Ajaccio        | Sevi-Sorru-Cinarca                                | CC Spelunca-Liamone                     | 27,75            | 141 (2022)                        | 5,1                | modifier les données · modifier les données |
| Bastelica               | 2A031      | 20119             | Ajaccio        | Gravona-Prunelli                                  | CC Celavu-Prunelli                      | 127,69           | 517 (2022)                        | 4,0                | modifier les données · modifier les données |
| Bastelicaccia           | 2A032      | 20129             | Ajaccio        | Ajaccio-5                                         | CC Celavu-Prunelli                      | 18,21            | 4 258 (2022)                      | 234                | modifier les données · modifier les données |
| Belvédère-Campomoro     | 2A035      | 20110             | Sartène        | Sartenais-Valinco                                 | CC du Sartenais Valinco Taravo          | 26,37            | 195 (2022)                        | 7,4                | modifier les données · modifier les données |
| Bilia                   | 2A038      | 20100             | Sartène        | Sartenais-Valinco                                 | CC du Sartenais Valinco Taravo          | 7,43             | 53 (2022)                         | 7,1                | modifier les données · modifier les données |
| Bocognano               | 2A040      | 20136             | Ajaccio        | Gravona-Prunelli                                  | CC Celavu-Prunelli                      | 71,12            | 393 (2022)                        | 5,5                | modifier les données · modifier les données |
| Bonifacio               | 2A041      | 20169             | Sartène        | Grand Sud                                         | CC du Sud Corse                         | 138,36           | 3 269 (2022)                      | 24                 | modifier les données · modifier les données |
| Calcatoggio             | 2A048      | 20111             | Ajaccio        | Sevi-Sorru-Cinarca                                | CC Spelunca-Liamone                     | 22,65            | 517 (2022)                        | 23                 | modifier les données · modifier les données |
| Campo                   | 2A056      | 20142             | Ajaccio        | Taravo-Ornano                                     | CC de la Pieve de l'Ornano et du Taravo | 3,30             | 103 (2022)                        | 31                 | modifier les données · modifier les données |
| Cannelle                | 2A060      | 20151             | Ajaccio        | Sevi-Sorru-Cinarca                                | CC Spelunca-Liamone                     | 3,41             | 72 (2022)                         | 21                 | modifier les données · modifier les données |
| Carbini                 | 2A061      | 20170             | Sartène        | Grand Sud                                         | CC de l'Alta Rocca                      | 16,47            | 117 (2022)                        | 7,1                | modifier les données · modifier les données |
| Carbuccia               | 2A062      | 20133             | Ajaccio        | Gravona-Prunelli                                  | CC Celavu-Prunelli                      | 14,35            | 380 (2022)                        | 26                 | modifier les données · modifier les données |
| Cardo-Torgia            | 2A064      | 20190             | Ajaccio        | Taravo-Ornano                                     | CC de la Pieve de l'Ornano et du Taravo | 3,88             | 29 (2022)                         | 7,5                | modifier les données · modifier les données |
| Cargèse                 | 2A065      | 20130             | Ajaccio        | Sevi-Sorru-Cinarca                                | CC Spelunca-Liamone                     | 45,99            | 1 193 (2022)                      | 26                 | modifier les données · modifier les données |
| Cargiaca                | 2A066      | 20164             | Sartène        | Sartenais-Valinco                                 | CC de l'Alta Rocca                      | 7,87             | 62 (2022)                         | 7,9                | modifier les données · modifier les données |
| Casaglione              | 2A070      | 20111             | Ajaccio        | Sevi-Sorru-Cinarca                                | CC Spelunca-Liamone                     | 14,73            | 509 (2022)                        | 35                 | modifier les données · modifier les données |
| Casalabriva             | 2A071      | 20140             | Sartène        | Taravo-Ornano                                     | CC du Sartenais Valinco Taravo          | 15,92            | 229 (2022)                        | 14                 | modifier les données · modifier les données |
| Cauro                   | 2A085      | 20117             | Ajaccio        | Taravo-Ornano                                     | CC de la Pieve de l'Ornano et du Taravo | 27,90            | 1 483 (2022)                      | 53                 | modifier les données · modifier les données |
| Ciamannacce             | 2A089      | 20134             | Ajaccio        | Taravo-Ornano                                     | CC de la Pieve de l'Ornano et du Taravo | 25,11            | 130 (2022)                        | 5,2                | modifier les données · modifier les données |
| Coggia                  | 2A090      | 20118 20160       | Ajaccio        | Sevi-Sorru-Cinarca                                | CC Spelunca-Liamone                     | 31,33            | 808 (2022)                        | 26                 | modifier les données · modifier les données |
| Cognocoli-Monticchi     | 2A091      | 20123 20166       | Ajaccio        | Taravo-Ornano                                     | CC de la Pieve de l'Ornano et du Taravo | 35,77            | 174 (2022)                        | 4,9                | modifier les données · modifier les données |
| Conca                   | 2A092      | 20135             | Sartène        | Bavella                                           | CC de l'Alta Rocca                      | 77,96            | 1 167 (2022)                      | 15                 | modifier les données · modifier les données |
| Corrano                 | 2A094      | 20168             | Ajaccio        | Taravo-Ornano                                     | CC de la Pieve de l'Ornano et du Taravo | 12,69            | 76 (2022)                         | 6,0                | modifier les données · modifier les données |
| Coti-Chiavari           | 2A098      | 20138             | Ajaccio        | Taravo-Ornano                                     | CC de la Pieve de l'Ornano et du Taravo | 63,33            | 731 (2022)                        | 12                 | modifier les données · modifier les données |
| Cozzano                 | 2A099      | 20148             | Ajaccio        | Taravo-Ornano                                     | CC de la Pieve de l'Ornano et du Taravo | 25,59            | 281 (2022)                        | 11                 | modifier les données · modifier les données |
| Cristinacce             | 2A100      | 20126             | Ajaccio        | Sevi-Sorru-Cinarca                                | CC Spelunca-Liamone                     | 20,45            | 72 (2022)                         | 3,5                | modifier les données · modifier les données |
| Cuttoli-Corticchiato    | 2A103      | 20167             | Ajaccio        | Gravona-Prunelli                                  | CA du Pays ajaccien                     | 30,37            | 2 044 (2022)                      | 67                 | modifier les données · modifier les données |
| Eccica-Suarella         | 2A104      | 20117             | Ajaccio        | Taravo-Ornano                                     | CC Celavu-Prunelli                      | 14,47            | 1 369 (2022)                      | 95                 | modifier les données · modifier les données |
| Évisa                   | 2A108      | 20126             | Ajaccio        | Sevi-Sorru-Cinarca                                | CC Spelunca-Liamone                     | 67,28            | 225 (2022)                        | 3,3                | modifier les données · modifier les données |
| Figari                  | 2A114      | 20114             | Sartène        | Grand Sud                                         | CC du Sud Corse                         | 100,22           | 1 742 (2022)                      | 17                 | modifier les données · modifier les données |
| Foce                    | 2A115      | 20100             | Sartène        | Sartenais-Valinco                                 | CC du Sartenais Valinco Taravo          | 20,75            | 152 (2022)                        | 7,3                | modifier les données · modifier les données |
| Forciolo                | 2A117      | 20190             | Ajaccio        | Taravo-Ornano                                     | CC de la Pieve de l'Ornano et du Taravo | 6,88             | 90 (2022)                         | 13                 | modifier les données · modifier les données |
| Fozzano                 | 2A118      | 20143             | Sartène        | Sartenais-Valinco                                 | CC du Sartenais Valinco Taravo          | 19,59            | 207 (2022)                        | 11                 | modifier les données · modifier les données |
| Frasseto                | 2A119      | 20157             | Ajaccio        | Taravo-Ornano                                     | CC de la Pieve de l'Ornano et du Taravo | 16,61            | 142 (2022)                        | 8,5                | modifier les données · modifier les données |
| Giuncheto               | 2A127      | 20100             | Sartène        | Sartenais-Valinco                                 | CC du Sartenais Valinco Taravo          | 7,61             | 101 (2022)                        | 13                 | modifier les données · modifier les données |
| Granace                 | 2A128      | 20100             | Sartène        | Sartenais-Valinco                                 | CC du Sartenais Valinco Taravo          | 4,08             | 92 (2022)                         | 23                 | modifier les données · modifier les données |
| Grossa                  | 2A129      | 20100             | Sartène        | Sartenais-Valinco                                 | CC du Sartenais Valinco Taravo          | 18,36            | 73 (2022)                         | 4,0                | modifier les données · modifier les données |
| Grosseto-Prugna         | 2A130      | 20128 20166       | Ajaccio        | Taravo-Ornano                                     | CC de la Pieve de l'Ornano et du Taravo | 31,56            | 3 331 (2022)                      | 106                | modifier les données · modifier les données |
| Guagno                  | 2A131      | 20160             | Ajaccio        | Sevi-Sorru-Cinarca                                | CC Spelunca-Liamone                     | 42,72            | 149 (2022)                        | 3,5                | modifier les données · modifier les données |
| Guargualé               | 2A132      | 20128             | Ajaccio        | Taravo-Ornano                                     | CC de la Pieve de l'Ornano et du Taravo | 10,61            | 148 (2022)                        | 14                 | modifier les données · modifier les données |
| Guitera-les-Bains       | 2A133      | 20153             | Ajaccio        | Taravo-Ornano                                     | CC de la Pieve de l'Ornano et du Taravo | 14,75            | 157 (2022)                        | 11                 | modifier les données · modifier les données |
| Lecci                   | 2A139      | 20137             | Sartène        | Bavella                                           | CC du Sud Corse                         | 27,41            | 2 020 (2022)                      | 74                 | modifier les données · modifier les données |
| Letia                   | 2A141      | 20160             | Ajaccio        | Sevi-Sorru-Cinarca                                | CC Spelunca-Liamone                     | 36,44            | 120 (2022)                        | 3,3                | modifier les données · modifier les données |
| Levie                   | 2A142      | 20170             | Sartène        | Grand Sud                                         | CC de l'Alta Rocca                      | 85,85            | 674 (2022)                        | 7,9                | modifier les données · modifier les données |
| Lopigna                 | 2A144      | 20139             | Ajaccio        | Sevi-Sorru-Cinarca                                | CC Spelunca-Liamone                     | 19,53            | 109 (2022)                        | 5,6                | modifier les données · modifier les données |
| Loreto-di-Tallano       | 2A146      | 20165             | Sartène        | Sartenais-Valinco                                 | CC de l'Alta Rocca                      | 6,93             | 49 (2022)                         | 7,1                | modifier les données · modifier les données |
| Marignana               | 2A154      | 20141             | Ajaccio        | Sevi-Sorru-Cinarca                                | CC Spelunca-Liamone                     | 55,09            | 102 (2022)                        | 1,9                | modifier les données · modifier les données |
| Mela                    | 2A158      | 20112             | Sartène        | Sartenais-Valinco                                 | CC de l'Alta Rocca                      | 4,63             | 34 (2022)                         | 7,3                | modifier les données · modifier les données |
| Moca-Croce              | 2A160      | 20140             | Sartène        | Taravo-Ornano                                     | CC du Sartenais Valinco Taravo          | 27,75            | 234 (2022)                        | 8,4                | modifier les données · modifier les données |
| Monacia-d'Aullène       | 2A163      | 20171             | Sartène        | Grand Sud                                         | CC du Sud Corse                         | 39,85            | 546 (2022)                        | 14                 | modifier les données · modifier les données |
| Murzo                   | 2A174      | 20160             | Ajaccio        | Sevi-Sorru-Cinarca                                | CC Spelunca-Liamone                     | 21,44            | 99 (2022)                         | 4,6                | modifier les données · modifier les données |
| Ocana                   | 2A181      | 20117             | Ajaccio        | Gravona-Prunelli                                  | CC Celavu-Prunelli                      | 26,06            | 643 (2022)                        | 25                 | modifier les données · modifier les données |
| Olivese                 | 2A186      | 20140             | Ajaccio        | Taravo-Ornano                                     | CC de la Pieve de l'Ornano et du Taravo | 29,64            | 220 (2022)                        | 7,4                | modifier les données · modifier les données |
| Olmeto                  | 2A189      | 20113             | Sartène        | Sartenais-Valinco                                 | CC du Sartenais Valinco Taravo          | 43,82            | 1 265 (2022)                      | 29                 | modifier les données · modifier les données |
| Olmiccia                | 2A191      | 20112             | Sartène        | Sartenais-Valinco                                 | CC de l'Alta Rocca                      | 11,22            | 116 (2022)                        | 10                 | modifier les données · modifier les données |
| Orto                    | 2A196      | 20125             | Ajaccio        | Sevi-Sorru-Cinarca                                | CC Spelunca-Liamone                     | 16,21            | 71 (2022)                         | 4,4                | modifier les données · modifier les données |
| Osani                   | 2A197      | 20147             | Ajaccio        | Sevi-Sorru-Cinarca                                | CC Spelunca-Liamone                     | 51,53            | 95 (2022)                         | 1,8                | modifier les données · modifier les données |
| Ota                     | 2A198      | 20150             | Ajaccio        | Sevi-Sorru-Cinarca                                | CC Spelunca-Liamone                     | 38,16            | 471 (2022)                        | 12                 | modifier les données · modifier les données |
| Palneca                 | 2A200      | 20134             | Ajaccio        | Taravo-Ornano                                     | CC de la Pieve de l'Ornano et du Taravo | 43,81            | 133 (2022)                        | 3,0                | modifier les données · modifier les données |
| Partinello              | 2A203      | 20147             | Ajaccio        | Sevi-Sorru-Cinarca                                | CC Spelunca-Liamone                     | 18,66            | 96 (2022)                         | 5,1                | modifier les données · modifier les données |
| Pastricciola            | 2A204      | 20121             | Ajaccio        | Sevi-Sorru-Cinarca                                | CC Spelunca-Liamone                     | 46,32            | 92 (2022)                         | 2,0                | modifier les données · modifier les données |
| Peri                    | 2A209      | 20167             | Ajaccio        | Gravona-Prunelli                                  | CA du Pays ajaccien                     | 23,65            | 2 042 (2022)                      | 86                 | modifier les données · modifier les données |
| Petreto-Bicchisano      | 2A211      | 20140             | Sartène        | Taravo-Ornano                                     | CC du Sartenais Valinco Taravo          | 39,27            | 570 (2022)                        | 15                 | modifier les données · modifier les données |
| Piana                   | 2A212      | 20115             | Ajaccio        | Sevi-Sorru-Cinarca                                | CC Spelunca-Liamone                     | 62,63            | 458 (2022)                        | 7,3                | modifier les données · modifier les données |
| Pianottoli-Caldarello   | 2A215      | 20131             | Sartène        | Grand Sud                                         | CC du Sud Corse                         | 42,78            | 800 (2022)                        | 19                 | modifier les données · modifier les données |
| Pietrosella             | 2A228      | 20166             | Ajaccio        | Taravo-Ornano                                     | CC de la Pieve de l'Ornano et du Taravo | 35,23            | 2 042 (2022)                      | 58                 | modifier les données · modifier les données |
| Pila-Canale             | 2A232      | 20123             | Ajaccio        | Taravo-Ornano                                     | CC de la Pieve de l'Ornano et du Taravo | 18,80            | 274 (2022)                        | 15                 | modifier les données · modifier les données |
| Poggiolo                | 2A240      | 20125 20160       | Ajaccio        | Sevi-Sorru-Cinarca                                | CC Spelunca-Liamone                     | 12,15            | 107 (2022)                        | 8,8                | modifier les données · modifier les données |
| Porto-Vecchio           | 2A247      | 20137             | Sartène        | Bavella Grand Sud                                 | CC du Sud Corse                         | 168,65           | 11 536 (2022)                     | 68                 | modifier les données · modifier les données |
| Propriano               | 2A249      | 20110             | Sartène        | Sartenais-Valinco                                 | CC du Sartenais Valinco Taravo          | 18,73            | 3 864 (2022)                      | 206                | modifier les données · modifier les données |
| Quasquara               | 2A253      | 20142             | Ajaccio        | Taravo-Ornano                                     | CC de la Pieve de l'Ornano et du Taravo | 6,11             | 61 (2022)                         | 10,0               | modifier les données · modifier les données |
| Quenza                  | 2A254      | 20122             | Sartène        | Sartenais-Valinco                                 | CC de l'Alta Rocca                      | 95,67            | 185 (2022)                        | 1,9                | modifier les données · modifier les données |
| Renno                   | 2A258      | 20160             | Ajaccio        | Sevi-Sorru-Cinarca                                | CC Spelunca-Liamone                     | 12,62            | 63 (2022)                         | 5,0                | modifier les données · modifier les données |
| Rezza                   | 2A259      | 20121             | Ajaccio        | Sevi-Sorru-Cinarca                                | CC Spelunca-Liamone                     | 13,46            | 70 (2022)                         | 5,2                | modifier les données · modifier les données |
| Rosazia                 | 2A262      | 20121             | Ajaccio        | Sevi-Sorru-Cinarca                                | CC Spelunca-Liamone                     | 19,72            | 52 (2022)                         | 2,6                | modifier les données · modifier les données |
| Sainte-Lucie-de-Tallano | 2A308      | 20112             | Sartène        | Sartenais-Valinco                                 | CC de l'Alta Rocca                      | 25,57            | 382 (2022)                        | 15                 | modifier les données · modifier les données |
| Salice                  | 2A266      | 20121             | Ajaccio        | Sevi-Sorru-Cinarca                                | CC Spelunca-Liamone                     | 21,89            | 88 (2022)                         | 4,0                | modifier les données · modifier les données |
| Sampolo                 | 2A268      | 20134             | Ajaccio        | Taravo-Ornano                                     | CC de la Pieve de l'Ornano et du Taravo | 7,14             | 87 (2022)                         | 12                 | modifier les données · modifier les données |
| San-Gavino-di-Carbini   | 2A300      | 20137 20170       | Sartène        | Bavella                                           | CC de l'Alta Rocca                      | 47,88            | 1 162 (2022)                      | 24                 | modifier les données · modifier les données |
| Sant'Andréa-d'Orcino    | 2A295      | 20151             | Ajaccio        | Sevi-Sorru-Cinarca                                | CC Spelunca-Liamone                     | 8,75             | 141 (2022)                        | 16                 | modifier les données · modifier les données |
| Santa-Maria-Figaniella  | 2A310      | 20143             | Sartène        | Sartenais-Valinco                                 | CC du Sartenais Valinco Taravo          | 13,09            | 83 (2022)                         | 6,3                | modifier les données · modifier les données |
| Santa-Maria-Siché       | 2A312      | 20190             | Ajaccio        | Taravo-Ornano                                     | CC de la Pieve de l'Ornano et du Taravo | 10,67            | 371 (2022)                        | 35                 | modifier les données · modifier les données |
| Sari-d'Orcino           | 2A270      | 20151             | Ajaccio        | Sevi-Sorru-Cinarca                                | CC Spelunca-Liamone                     | 22,09            | 351 (2022)                        | 16                 | modifier les données · modifier les données |
| Sari-Solenzara          | 2A269      | 20145             | Sartène        | Bavella                                           | CC de l'Alta Rocca                      | 73,85            | 1 447 (2022)                      | 20                 | modifier les données · modifier les données |
| Sarrola-Carcopino       | 2A271      | 20167             | Ajaccio        | Gravona-Prunelli                                  | CA du Pays ajaccien                     | 27,01            | 3 250 (2022)                      | 120                | modifier les données · modifier les données |
| Sartène                 | 2A272      | 20100             | Sartène        | Sartenais-Valinco                                 | CC du Sartenais Valinco Taravo          | 200,40           | 3 732 (2022)                      | 19                 | modifier les données · modifier les données |
| Serra-di-Ferro          | 2A276      | 20140             | Ajaccio        | Taravo-Ornano                                     | CC de la Pieve de l'Ornano et du Taravo | 32,77            | 709 (2022)                        | 22                 | modifier les données · modifier les données |
| Serra-di-Scopamène      | 2A278      | 20127             | Sartène        | Sartenais-Valinco                                 | CC de l'Alta Rocca                      | 20,42            | 117 (2022)                        | 5,7                | modifier les données · modifier les données |
| Serriera                | 2A279      | 20147             | Ajaccio        | Sevi-Sorru-Cinarca                                | CC Spelunca-Liamone                     | 37,00            | 115 (2022)                        | 3,1                | modifier les données · modifier les données |
| Soccia                  | 2A282      | 20125             | Ajaccio        | Sevi-Sorru-Cinarca                                | CC Spelunca-Liamone                     | 28,27            | 162 (2022)                        | 5,7                | modifier les données · modifier les données |
| Sollacaro               | 2A284      | 20140             | Sartène        | Taravo-Ornano                                     | CC du Sartenais Valinco Taravo          | 23,89            | 383 (2022)                        | 16                 | modifier les données · modifier les données |
| Sorbollano              | 2A285      | 20152             | Sartène        | Sartenais-Valinco                                 | CC de l'Alta Rocca                      | 7,70             | 65 (2022)                         | 8,4                | modifier les données · modifier les données |
| Sotta                   | 2A288      | 20146             | Sartène        | Grand Sud                                         | CC du Sud Corse                         | 66,50            | 1 866 (2022)                      | 28                 | modifier les données · modifier les données |
| Tasso                   | 2A322      | 20134             | Ajaccio        | Taravo-Ornano                                     | CC de la Pieve de l'Ornano et du Taravo | 16,67            | 88 (2022)                         | 5,3                | modifier les données · modifier les données |
| Tavaco                  | 2A323      | 20167             | Ajaccio        | Gravona-Prunelli                                  | CA du Pays ajaccien                     | 10,83            | 406 (2022)                        | 37                 | modifier les données · modifier les données |
| Tavera                  | 2A324      | 20163             | Ajaccio        | Gravona-Prunelli                                  | CC Celavu-Prunelli                      | 32,43            | 433 (2022)                        | 13                 | modifier les données · modifier les données |
| Tolla                   | 2A326      | 20117             | Ajaccio        | Gravona-Prunelli                                  | CC Celavu-Prunelli                      | 25,45            | 121 (2022)                        | 4,8                | modifier les données · modifier les données |
| Ucciani                 | 2A330      | 20133             | Ajaccio        | Gravona-Prunelli                                  | CC Celavu-Prunelli                      | 28,36            | 503 (2022)                        | 18                 | modifier les données · modifier les données |
| Urbalacone              | 2A331      | 20128             | Ajaccio        | Taravo-Ornano                                     | CC de la Pieve de l'Ornano et du Taravo | 8,25             | 63 (2022)                         | 7,6                | modifier les données · modifier les données |
| Valle-di-Mezzana        | 2A336      | 20167             | Ajaccio        | Gravona-Prunelli                                  | CA du Pays ajaccien                     | 6,99             | 538 (2022)                        | 77                 | modifier les données · modifier les données |
| Vero                    | 2A345      | 20172             | Ajaccio        | Gravona-Prunelli                                  | CC Celavu-Prunelli                      | 23,39            | 629 (2022)                        | 27                 | modifier les données · modifier les données |
| Vico                    | 2A348      | 20118 20160       | Ajaccio        | Sevi-Sorru-Cinarca                                | CC Spelunca-Liamone                     | 52,13            | 1 007 (2022)                      | 19                 | modifier les données · modifier les données |
| Viggianello             | 2A349      | 20110             | Sartène        | Sartenais-Valinco                                 | CC du Sartenais Valinco Taravo          | 17,03            | 890 (2022)                        | 52                 | modifier les données · modifier les données |
| Villanova               | 2A351      | 20167             | Ajaccio        | Ajaccio-5                                         | CA du Pays ajaccien                     | 11,25            | 397 (2022)                        | 35                 | modifier les données · modifier les données |
| Zérubia                 | 2A357      | 20116             | Sartène        | Sartenais-Valinco                                 | CC de l'Alta Rocca                      | 13,18            | 46 (2022)                         | 3,5                | modifier les données · modifier les données |
| Zévaco                  | 2A358      | 20173             | Ajaccio        | Taravo-Ornano                                     | CC de la Pieve de l'Ornano et du Taravo | 10,04            | 51 (2022)                         | 5,1                | modifier les données · modifier les données |
| Zicavo                  | 2A359      | 20132             | Ajaccio        | Taravo-Ornano                                     | CC de la Pieve de l'Ornano et du Taravo | 93,02            | 208 (2022)                        | 2,2                | modifier les données · modifier les données |
| Zigliara                | 2A360      | 20190             | Ajaccio        | Taravo-Ornano                                     | CC de la Pieve de l'Ornano et du Taravo | 12,85            | 128 (2022)                        | 10,0               | modifier les données · modifier les données |
| Zonza                   | 2A362      | 20124 20144       | Sartène        | Bavella                                           | CC de l'Alta Rocca                      | 134,46           | 2 869 (2022)                      | 21                 | modifier les données · modifier les données |
| Zoza                    | 2A363      | 20112             | Sartène        | Sartenais-Valinco                                 | CC de l'Alta Rocca                      | 5,05             | 66 (2022)                         | 13                 | modifier les données · modifier les données |
| Corse-du-Sud            | 2A         |                   |                |                                                   |                                         | 4 014,20         | 166 045 (2022)                    | 41                 | modifier les données                        |